# Ďolíček
Ďolíček es un estadio de fútbol situado en el distrito de Vršovice de Praga, República Checa. El estadio es propiedad del club de fútbol praguense Bohemians 1905 y fue inaugurado el 27 de marzo de 1932. Ďolíček tiene una capacidad de 6300 espectadores.

## Historia
El estadio fue inaugurado como Dannerův stadion el 27 de marzo de 1932 con la celebración de un partido contra el SK Slavia Praga. Desde entonces las instalaciones han sido remodeladas en diversas ocasiones.
La reconstrucción de 2003 cambió la capacidad a 13 388 espectadores, de los cuales 3028 eran sentados. Posteriormente, una nueva reconstrucción en verano de 2007 redujo su capacidad a 9000 y 3800 sentados. Al Bohemians 1905 no se le permitió mantener la zona del estadio donde los aficionados estaban de pie y tuvieron que instalar asientos, lo que redujo la capacidad a las definitivas 6300 localidades con todo asientos.
En la temporada 2010-11 el Bohemians jugó sus partidos como local en el Synot Tip Arena. En 2011, los concejales de distrito Praga 10 aprobaron una propuesta para comprar el estadio.

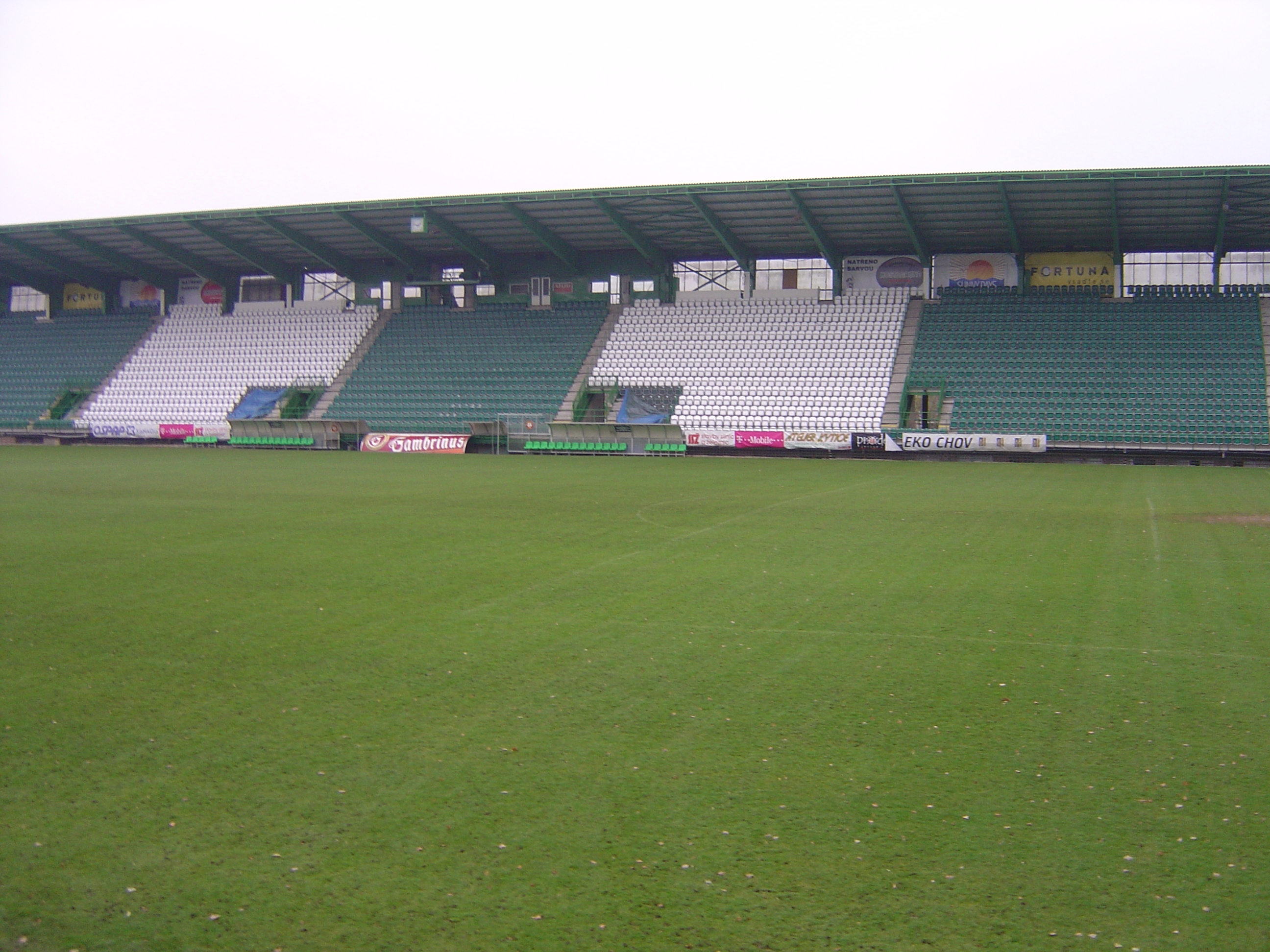
Tribuna principal
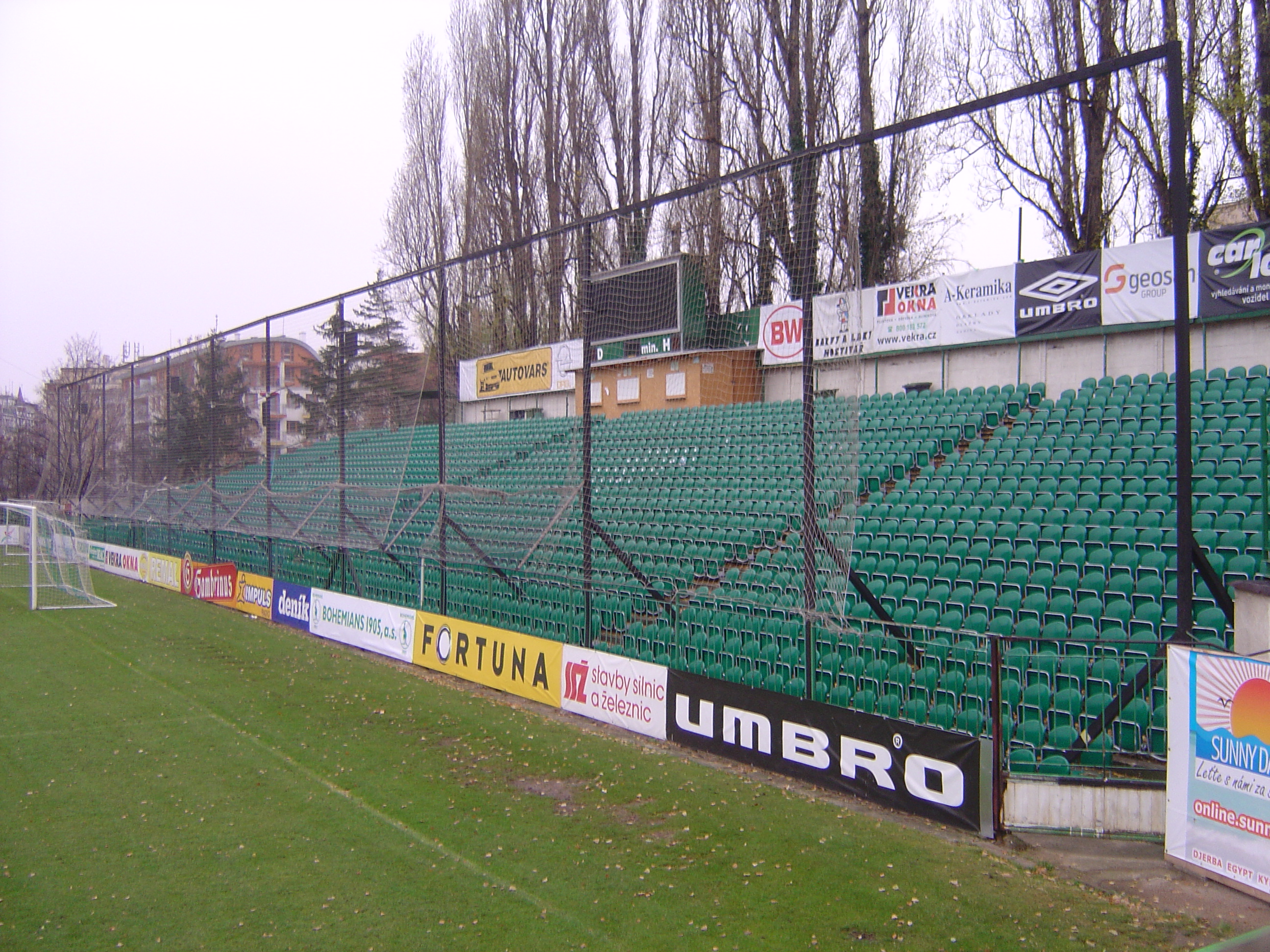
Tribuna norte